# 萊蒙托夫撞擊坑
萊蒙托夫撞擊坑（英語：Lermontov）是一個水星上的撞擊坑，直徑152公里。中心座標位於15.2°N, 48.1°W，在普魯斯特撞擊坑西南方、喬托撞擊坑東北方。

## 概要
萊蒙托夫撞擊坑的外環是圓形的，且坑底平坦。萊蒙托夫撞擊坑可能是有一定年齡，但因為底部有低不透明度的物質而仍然有些明亮區域。該撞擊坑於1976年以19世紀俄羅斯詩人米哈伊尔·莱蒙托夫命名。
萊蒙托夫撞擊坑底部較坑外明亮，並且除了數個不規則形的凹陷區域以外都是平坦的。這種狀況類似於普拉克西特利斯撞擊坑的底部地形，可能是水星古代部分區域有火山活動的證據。萊蒙托夫撞擊坑在色彩增強的影像中是偏紅的，代表該區域有和周圍區域不同的礦物。

## 外部連結
- Kuiper quadrangle maps （页面存档备份，存于）